# Ettore Cipolla
Ettore Cipolla (Villalba, 1º luglio 1875 – Palermo, 21 aprile 1963) è stato un politico e magistrato italiano, primo presidente dell'Assemblea regionale siciliana.

## Biografia
Figlio del notaio Niccolò e zio del futuro senatore Nicola Cipolla, Ettore divenne magistrato come il fratello e i suoi riferimenti giuridici furono Santi Romano e Vittorio Emanuele Orlando. Fu sottotenente di complemento durante la prima guerra mondiale.
Nel 1922 fu sostituto procuratore a Palermo, e nel 1927 divenne Consigliere di Cassazione e nominato presidente di sezione della corte d'appello palermitana. Nel 1928 fu a Roma come sostituto procuratore generale della Cassazione.
Nel 1932 fu procuratore generale del re nella corte d'appello di Trieste.
Nel 1935 fu Avvocato generale presso la Corte di cassazione e dal dicembre 1936 al dicembre 1938 membro del CSM.
Fu nominato Senatore del Regno nel 1939, dove fu membro della Commissione finanze fino al 1943.
Monarchico, nel 1947, già in pensione, alle prime elezioni per il parlamento regionale accetta la candidatura nelle file del Blocco liberale democratico qualunquista, per il collegio di Caltanissetta e viene eletto con oltre 10.000 preferenze. In aula una coalizione di centrodestra lo elegge alla presidenza dell'Assemblea il 30 maggio 1947.
Invitato a ricandidarsi nel 1951, lo fece fuori dai partiti con una lista civica ispirata a Federico II, ma la lista non raggiunse il quorum, e allora preferì tornare ai suoi studi giuridici.

## Opere
- Donazione di usufrutto da ascendente a discendente e collazione, Torino, UTET, 1931